# مطيافية تشتت الطاقة بالأشعة السينية

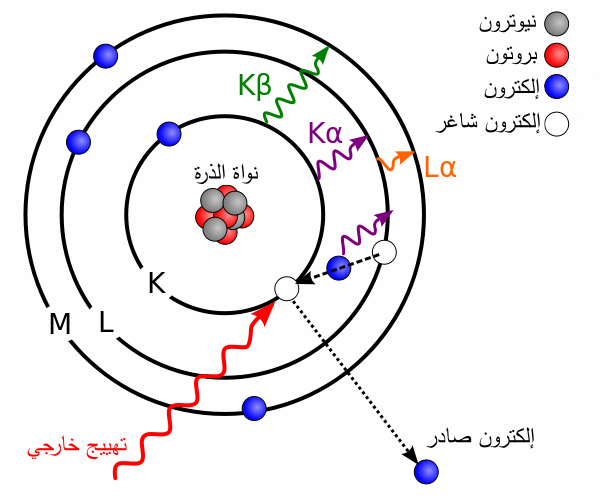
نموذج ذرّي لتوضيح تكوّن الأشعّة السينيّة المشتّتة للطاقة.

مطيافية تشتت الطاقة بالأشعة السينية  (والتي يرمز لها EDS أو EDX وذلك من Energy-dispersive X-ray spectroscopy) هي تقنيّة تحليليّة تستخدم من أجل تحليل العناصر لمعرفة الخصائص الكيميائيّة للعيّنات، وهي أحد أنواع مطيافية الأشعة السينية.

## مبدأ العمل
يعتمد مبدأ هذه التقنيّة على كون الأشعّة السينيّة، والتي تنتج عن التأثير المتبادل بين جسيمات مشحونة مثل حزمة من الإلكترونات مع مادّة العيّنة، مميّزة للعناصر الموافقة في العيّنة، بذلك يمكن معرفة التركيب. بتعبير آخر، بما أن لكلّ عنصر بنيته الذرّيّة المميّزة، فإنّ له مجموعة قمم مميّزة في طيف الأشعّة السينيّة.
للحصول على الأشعّة السينيّة المميّزة للمادّة ينبغي تهييج الذرّات في الأوّل. يحدث ذلك بقذف المادة بحزمة من الإلكترونات كما في المجهر الإلكتروني الماسح أو بحزمة من الأشعّة السينيّة كما في تألق الأشعة السينية. نتيجة لذلك يصدر إلكترون من المدارات الذرّيّة الداخليّة، وتحدث عمليّة تهييج وحالة عدم استقرار نتيجة حدوث شاغر إلكتروني، والتي تملأ من مدارات ذرّيّة أعلى. عندما تنتقل الإلكترونات من المدارات الذرّيّة الأعلى إلى الأخفض، فإنّها تصدر بذلك أشعّة سينية لها طاقة موافقة لفرق الطاقة بين المدارات الذرّيّة. هذا الفرق في الطاقة هو مميّز لكل عنصر كيميائي.
لكل عنصر هناك عدد من الانتقالات المسموحة بين المدارات الذرّيّة، وذلك حسب المدار الذرّي للإلكترون الذي سبّب الشاغر وللإلكترون الذي سدّ ذاك الشاغر. هذه الانتقالات، والتي توصف بأنّها انتقالات كمومية (من كيمياء الكم)، يرمز لها Kα و Kβ و Lα وهكذا..

## آلية عمل المكشاف

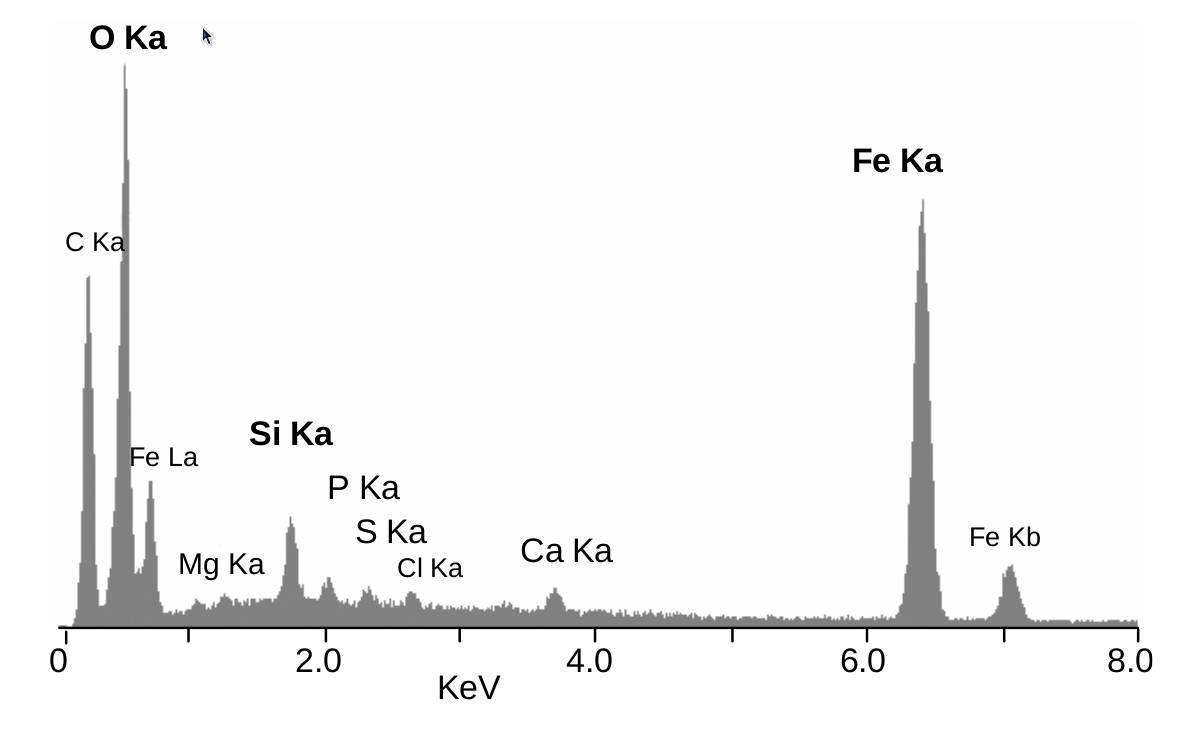
طيف الأشعة السينية المشتتة للطاقة لعيّنة من قشرة معدنية لأحد أنواع الجمبري.

يقوم المكشاف بقياس طاقة فوتونات الأشعّة السينيّة الناتجة. عندما يمتص المكشاف الفوتون ضمن المنطقة الحساسة، ينتج عن ذلك عدد متناسب من الإلكترونات، تحدث عملية تضخيم لها بحيث نحصل على معيار كمّي يستخدم مؤشّرًا ليعطي قيمة تظهر كقيمة طاقة وذلك على محور السينات في الطيف الناتج. تتراوح قيمة دقة المكشاف بين 120–140 إلكترون فولت.
تصنع مادة المكشاف من عدّة أنواع من شبه الموصلات، مثل السيليكون أو الجرمانيوم.